# Ellesmere (Toronto Subway)

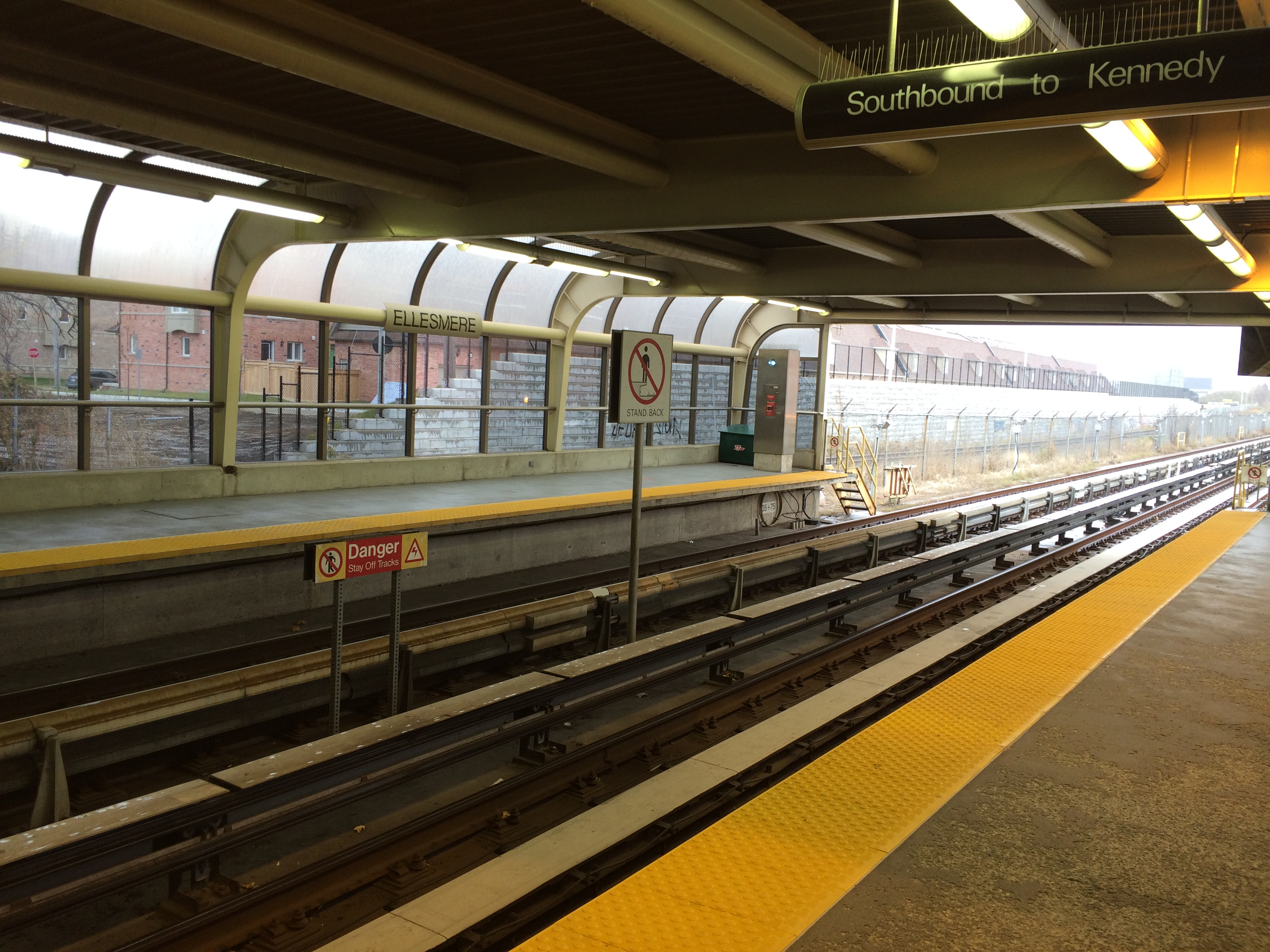
Blick auf die Bahnsteige

Ellesmere war eine oberirdische U-Bahn-Station in Toronto. Sie lag an der Scarborough-Linie der Toronto Subway, an der Ellesmere Road zwischen Kennedy Road und Midland Avenue. Die Station besaß ebenerdige Seitenbahnsteige und wurde täglich von durchschnittlich 1.770 Fahrgästen genutzt (2018); sie war damit die mit Abstand am schwächsten frequentierte des gesamten Netzes. Der Bahnhof wurde 2023 geschlossen.
Grund für die geringe Auslastung war die Lage in einem Gewerbegebiet geringer Dichte. Es bestand eine Umsteigemöglichkeit zu einer Buslinie der Toronto Transit Commission. Außerdem stand den Pendlern ein Park-and-ride mit 68 Parkplätzen zur Verfügung. Die Strecke folgte in diesem Bereich der Trasse der Canadian National Railway; nördlich der Station unterquerte die U-Bahn in einem kurzen Tunnel die Eisenbahntrasse und beschrieb dabei eine enge 90°-Kurve, um anschließend auf einen Viadukt zu gelangen.
Die Eröffnung der Station erfolgte am 24. März 1985, zusammen mit der gesamten Scarborough-Linie zwischen Kennedy und McCowan. Gemäß aktuellen Planungen wird die Scarborough-Linie durch eine Verlängerung der Bloor-Danforth-Linie ersetzt werden, jedoch auf einer anderen Route. Die Erweiterung sollte bis 2030 eröffnet werden. Nach einer Entgleisung am 24. Juli 2023 wurden die Scarborough-Linie und diese Station dauerhaft geschlossen.